# てんびん座23番星
てんびん座23番星（23 Librae、23 Lib）は、てんびん座にある恒星で、黄道付近にあるので、地球上のほとんどの場所から観測できる。視等級は6.47で、肉眼でみるには非常に暗い空が必要となる。てんびん座23番星の周りには、2つの太陽系外惑星が発見されている。

## 特徴
| 太陽 | てんびん座23番星 |
| ---- | ---------------- |
| 太陽 | Exoplanet        |

年周視差の測定から、てんびん座23番星は、地球から約86光年の距離に位置している。スペクトル型はG5 Vの典型的な黄色主系列星で、表面温度は約5,764Kと推定される。年齢は、25-55億年と推定される。
てんびん座23番星は、太陽より質量で1割程度、半径でも2割程度大きい。金属量（水素とヘリウム以外の元素の量）は太陽より高い。自転はゆっくりで、自転速度の下限は2.2km/sと見積もられている。

## 惑星系
1999年、W・M・ケック天文台における視線速度法の観測によって、系外惑星てんびん座23番星bが発見された。2009年には、ケック天文台とアングロ・オーストラリアン天文台のデータを追加して、更に詳しく視線速度を分析したことで、第2の惑星てんびん座23番星cが発見されている。
スピッツァー宇宙望遠鏡を用いた研究では、てんびん座23番星には赤外超過が検出されず、恒星を塵が取り巻く残骸円盤は存在しないとみられる。
| 名称 （恒星に近い順） | 質量             | 軌道長半径 （天文単位） | 公転周期 (日) | 軌道離心率    | 軌道傾斜角 | 半径 |
| --------------------- | ---------------- | ----------------------- | ------------- | ------------- | ---------- | ---- |
| b                     | ≥ 1.59 ± 0.02 MJ | 0.81 ± 0.02             | 258.19 ± 0.07 | 0.233 ± 0.002 | —          | —    |
| c                     | ≥ 0.82 ± 0.03 MJ | 5.8 ± 0.5               | 5,000 ± 400   | 0.12 ± 0.02   | —          | —    |